# Taulupe Faletau
Tangaki Taulupe Faletau (* 12. November 1990 in Tofoa, Tonga, auch Toby Feletau genannt) ist ein walisischer Rugby-Union-Spieler tongaischer Herkunft. Er spielt auf den Positionen der Nummer Acht und des Flügelstürmers für das walisische Team Cardiff Rugby und für die walisische Nationalmannschaft. Zu seinen Erfolgen gehören zwei Turniersiege mit Wales bei den Six Nations (davon einmal mit Grand Slam).

## Biografie

### Vereinskarriere
Der Sohn des tongaischen Rugby-Union-Spielers Kuli Faletau, der Tonga unter anderem bei der Weltmeisterschaft 1999 vertrat, zog im Alter von sieben Jahren mit seiner Familie nach Pontypool in Wales, da sein Vater 1997 für den Ebbw Vale RFC zu spielen begann. Faletau ist seither eng mit den Brüdern und späteren englischen Nationalspielern Billy und Mako Vunipola befreundet, die ebenfalls aus Tonga stammen und damals in Pontypool lebten. Faletau spielte in den Jugendabteilungen des New Panteg RFC und des Ebbw Vale RFC, später absolvierte er das Filton College in Bristol. Der englische Verein Sale Sharks war sehr an seiner Verpflichtung interessiert, doch ein Talentscout der Welsh Rugby Union konnte ihn davon überzeugen, sich der U20-Abteilung der Newport Gwent Dragons anzuschließen.
Sein Debüt für die Dragons in der Pro12 gab Faletau am 1. November 2009 mit einer Einwechslung beim 9:8-Sieg gegen Edinburgh Rugby. Bis zu seiner vollständigen Integration in die erste Mannschaft bestritt er 2009/10 mehrere Partien in der Welsh Premier Division als Ausleihspieler für den Newport RFC und den Cross Keys RFC. Als er noch ein kleiner Junge war, hatten seine Schulkameraden Schwierigkeiten, seinen tongaischen Namen auszusprechen, weshalb sich Faletau den Spitznamen Toby zulegte. Nach einigen Jahren bat er jedoch darum, dass sein Name offiziell als Taulupe angegeben wird, auch wenn es ihm nichts ausmacht, Toby genannt zu werden.
Faletau spielte eine wichtige Rolle beim Einzug der Dragons ins Halbfinale des European Rugby Challenge Cup 2014/15, wo er in sieben von acht Spielen zum Einsatz kam, bis das Team schließlich gegen Edinburgh ausschied. Nach monatelangen Spekulationen wurde im Dezember 2015 bestätigt, dass er auf die Saison 2016/17 hin zum englischen Verein Bath Rugby wechselt. Mit ihm schaffte er es ins Finale des Anglo-Welsh Cup 2017/18 und der Premiership 2019/20, die jedoch beide verloren gingen. Im November 2021 folgte die Bestätigung, dass Faletau nach Wales zurückkehren und ab der Saison 2022/23 für Cardiff Rugby in der United Rugby Championship spielen wird.

### Nationalmannschaft
Im Dezember 2009 wurde Faletau in die walisische U20-Nationalmannschaft berufen. Im Juni des folgenden Jahres nahm er an der Juniorenweltmeisterschaft 2020 in Argentinien teil, wobei er im ersten Gruppenspiel gegen Samoa zum Einsatz kam. Nationaltrainer Warren Gatland nahm Faletau im Hinblick auf die Six Nations 2011, doch er verpasste das Turnier aufgrund einer Knöchelverletzung. Sein erstes Spiel für die walisische Nationalmannschaft bestritt er schließlich am 4. Juni 2011 gegen die Auswahl der Barbarians. Eine Verletzung des Stammspielers Ryan Jones ermöglichte Faletaus Teilnahme an der Weltmeisterschaft 2011. Er avancierte zu einer der großen Entdeckungen des Turniers. In der Vorrunde erzielte er sowohl gegen Südafrika als auch gegen Namibia einen Versuch. Im Viertelfinale gegen Irland, im Halbfinale gegen Frankreich und im Spiel um Platz drei gegen Australien stand er ebenfalls in der Startformation.
Anschließend stand Faletau in allen fünf Spielen der Six Nations 2012, das die Waliser mit einem Grand Slam für sich entscheiden konnten, auf dem Platz. Er gehörte auch dem Kader an, das im Juni 2012 drei Test Matches gegen Australien bestritt, musste aber während des ersten Spiels in Brisbane wegen einer gebrochenen Hand ausgewechselt werden. Beim Six Nations 2013 stand er wiederum in allen fünf Spielen in der Startformation und trug wesentlich zum erneuten Turniersieg der Waliser bei. 2013 betreute Gatland neben der Nationalmannschaft zusätzlich die British and Irish Lions und berief Faletau in den Kader für die Tour nach Australien. Er kam in mehreren Spielen zum Einsatz, darunter im dritten Test Match. Sowohl beim Six Nations 2014 als auch beim Six Nations 2015 spielte er in sämtlichen Partien die vollen 80 Minuten durch. Er gehörte auch dem walisischen Kader bei der Weltmeisterschaft 2015 an und absolvierte drei Vorrundenspiele sowie das Viertelfinale gegen Südafrika.
Faletau nahm 2017 an der Neuseeland-Tour der British and Irish Lions teil. Aufgrund hervorragender Leistungen während der gesamten Tour stand er in allen drei Test Matches gegen die All Blacks in der Startformation. Im zweiten Test Match erzielte er in der 59. Minute den ersten Versuch des Spiels, als er Israel Dagg entwischen konnte. Dieser erfolgreiche Spielzug inspirierte die Lions zu einem späten Comeback, da beide Teams nur noch 14 Spieler zur Verfügung hatten. Schließlich feierten die Lions einen historischen 24:21-Sieg über die All Blacks. Faletau spielte in allen drei Test Matches durch und war wesentlich dafür besorgt, die Serie unentschieden zu beenden. Am 11. März 2018 stand Faletau für das Six-Nations-Spiel gegen Italien zum ersten Mal als Mannschaftskapitän der Waliser im Einsatz. Beim Six Nations 2019, das die Waliser mit einem Grand Slam für sich entschieden, fehlte Faletau, da er sich kurz vor Turnierbeginn einen Armbruch erlitten hatte. Wegen eines Schlüsselbeinbruchs konnte er auch die Weltmeisterschaft 2019 nicht bestreiten.
Beim Six Nations 2021 stand Faletau in allen fünf Spielen in der Startformation und trug zu einem weiteren Turniersieg der Waliser bei. Sein 100. Test Match für Wales bestritt er am 18. März 2023 beim Six-Nations-Auswärtsspiel gegen Frankreich.

## Erfolge
Wales:
- Sieger Six Nations: 2019, 2021
- Grand Slam: 2019
- Triple Crown: 2019, 2021